# Pleodendron
Pleodendron är ett släkte av tvåhjärtbladiga växter. Pleodendron ingår i familjen Canellaceae.
Kladogram enligt Catalogue of Life:
| Pleodendron | \| \| Pleodendron costaricense \| \| \| \| \| \| Pleodendron ekmanii \| \| \| \| \| \| Pleodendron macranthum \| \| \| \| |
|             | \| \| Pleodendron costaricense \| \| \| \| \| \| Pleodendron ekmanii \| \| \| \| \| \| Pleodendron macranthum \| \| \| \| |
|             | Canella |
|             | |
|             | Cinnamodendron |
|             | |
|             | Cinnamosma |
|             | |
|             | Warburgia |
|             | |
|             | Pleodendron costaricense                                                                                                  |
|             | |
|             | Pleodendron ekmanii |
|             | |
|             | Pleodendron macranthum |
|             | |

|  | Pleodendron costaricense |
|  |                          |
|  | Pleodendron ekmanii      |
|  |                          |
|  | Pleodendron macranthum   |
|  |                          |